# António Augusto da Mota Frazão
António Augusto da Mota Frazão (Pico da Pedra, 10 de Abril de 1809 — Pico da Pedra, 9 de Abril de 1892) foi um professor liceal e político açoriano. Foi pai dos políticos Aristides Moreira da Mota e Dinis Moreira da Mota.